# Underworld (álbum)
Underworld é o nono álbum de estúdio da banda de metal progressivo estadunidense Symphony X, lançado em 24 de julho de 2015. No dia 22 de Maio de 2015, a gravadora Nuclear Blast liberou o single "Nevermore".

## Composição e temática das letras
Comentando sobre o álbum, o guitarrista e principal compositor Michael Romeo disse:
| “ | Este novo álbum é sobre a canção, realmente criando cada uma por si só, para ser tão forte quanto possa ser. Musicalmente, 'Underworld' tem coisas reminiscentes dos álbuns anteriores da banda mas este aqui definitivamente tem sua própria individualidade. Cada elemento adicionado estava a serviço da canção, de forma que o álbum flui e se torna uma experiência auditiva total do começo ao fim. Toda canção é direta ao ponto e bem-afinada, com a gente prestando muita atenção aos ganchos, vozes, riffs e mantendo o interesse e a energia no alto por todo o disco. É pesado e agressivo pra caralho quando precisa ser, conquanto crescente e emocional em outros momentos. Eu acho que o equilíbrio é correto. Tinha de ter todos os elementos do que nós normalmente faríamos, apenas intensificado e realmente bem-afinado. | ” |

Posteriormente, ao ser perguntado se o álbum traria elementos dos lançamentos anteriores conquanto explorando novos sons, Michael disse:
| “ | Houve definitivamente um esforço para fazer algumas das coisas que sempre fizemos. [...] Nós estamos definitivamente conscientes dos fãs. Há fãs da banda que gostam de um álbum como o Iconoclast [de 2011] que é muito pesado, e há alguns que gostam do tipo de coisa mais progressiva e muito melódica. [...] E outra coisa importante, também, foi tentar realmente fazê-lo, em termos de audição, coeso, como um álbum completo; sabe, os mergulhos e os saltos e aí os picos, e realmente tentar pensar no álbum como um todo também. | ” |

Underworld vem num momento em que Michael vê pessoas da indústria musical dizendo que o conceito de álbum está acabando. Como resposta, ele espera fazer um álbum "digno de ser ouvido como um disco completo. [...] Ele acelera aqui e depois mergulha aqui. Tudo faz sentido junto, tudo funciona junto e tudo flui junto."
Além disso, o álbum é inspirado pela obra Divina Comédia de Dante Alighieri, mais precisamente a parte do Inferno. Embora Michael não o considere um álbum conceitual, ele concorda que o tema se repete pelas faixas:
| “ | Nós tentamos encontrar algo para ligar e fazer as coisas fluírem, e aqui a meta era encontrar algo um pouco sombrio mas com conteúdo emocional. Eu comecei a olhar para Dante e Orfeu no submundo, onde ele irá até Hades ou o inferno para salvar essa garota. Então há um tema de ir ao inferno e voltar para algo ou alguém que você se importa. | ” |

O uso do número três por parte de Dante será referenciado no álbum. A faixa de abertura, "Overture", tem três sílabas, uma frase melódica de três notas, e nos versos há três referências a três canções do terceiro álbum da banda, The Divine Wings of Tragedy.
A capa do álbum foi feita por Warren Flanagan e repete o uso de máscaras presente na arte do álbum de estreia do grupo. O desenho inclui um símbolo diferente para cada um dos nove círculos do inferno mencionados na obra de Dante.

## Faixas
| N.º            | Título               | Duração |  |
| 1.             | "Overture"           | 2:13    |  |
| 2.             | "Nevermore"          | 5:29    |  |
| 3.             | "Underworld"         | 5:48    |  |
| 4.             | "Without You"        | 5:51    |  |
| 5.             | "Kiss of Fire"       | 5:09    |  |
| 6.             | "Charon"             | 6:06    |  |
| 7.             | "To Hell and Back"   | 9:23    |  |
| 8.             | "In My Darkest Hour" | 4:22    |  |
| 9.             | "Run with the Devil" | 5:38    |  |
| 10.            | "Swan Song"          | 7:29    |  |
| 11.            | "Legend"             | 6:29    |  |
| Duração total: | Duração total:       | 63:57   |  |

## Integrantes
- Russell Allen - vocal
- Michael Romeo - guitarra
- Michael Pinnella - teclados
- Michael Lepond - baixo
- Jason Rullo - bateria